# レオン・エドワーズ
レオン・エドワーズ（Leon Edwards、1991年8月25日 - ）は、イギリスの男性総合格闘家。ジャマイカ・キングストン出身。イングランド・バーミンガム在住。チーム・レネゲードBJJ & MMA所属。元UFC世界ウェルター級王者。UFC世界ウェルター級ランキング4位。

## 来歴
ジャマイカのキングストンで生まれ、9歳の時にイギリスのバーミンガムへ移住した。13歳の時に父親がナイトクラブで射殺され、その後エドワーズは麻薬取引、ストリートファイトなどを経験する荒んだ少年期を過ごした。17歳の時に母親がエドワーズを更生させるために総合格闘技を始めさせ、そこから総合格闘技に夢中になっていった。

### 総合格闘技
2011年、プロ総合格闘技デビュー。
2014年5月5日、BAMMA 15の英国ウェルター級タイトルマッチで王者ウェイン・マーリーと対戦し、3Rにリアネイキドチョークで一本勝ち。王座獲得に成功した。
2014年9月13日、BAMMA 16の英国ウェルター級タイトルマッチで挑戦者のショーン・テイラーと対戦し、3Rに左ストレートでKO勝ち。王座の初防衛に成功した。

### UFC
2014年11月8日、UFC初参戦となったUFC Fight Night: Shogun vs. St. Preuxでクラウディオ・シウバと対戦し、1-2の判定負け。なお、海外のMMAメディアサイトの採点では12人中9人の記者がエドワーズの勝利を支持した。
2015年4月11日、UFC Fight Night: Gonzaga vs. Cro Cop 2でセス・バジンスキーと対戦し、試合開始直後に左フックでダウンを奪い、パウンドで僅か8秒のKO勝ち。パフォーマンス・オブ・ザ・ナイトを受賞した。
2015年12月19日、UFC on FOX 17でカマル・ウスマンと対戦し、0-3の判定負け。
2018年6月23日、UFC Fight Night: Cowboy vs. Edwardsでウェルター級ランキング11位のドナルド・セラーニと対戦し、3-0の5R判定勝ち。
2019年3月16日、UFC Fight Night: Till vs. Masvidalでウェルター級ランキング13位のグンナー・ネルソンと対戦し、2-1の判定勝ち。試合後のバックステージでホルヘ・マスヴィダルと乱闘騒ぎを起こし、顔面を殴られて左目の下をカットする怪我を負った。なお、ジャッジ3人のうち1人が29-28でネルソンの勝利と採点したが、海外のMMAメディアサイトの採点では記者22人中22人全員がエドワーズの勝利を支持するなど、エドワーズの優勢が明確な試合内容となった。
2019年7月20日、UFC on ESPN: dos Anjos vs. Edwardsでウェルター級ランキング4位の元UFC世界ライト級王者ハファエル・ドス・アンジョスと対戦し、3-0の5R判定勝ち。
2020年3月21日、イギリスで開催予定だったUFC Fight Night: Woodley vs. Edwardsでタイロン・ウッドリーとの対戦が決定していたが、新型コロナウイルスの感染拡大による影響で大会が中止になった。
2020年10月22日、UFCがオファーしたカマル・ウスマン、コルビー・コヴィントン、ジェフ・ニール、カムザット・チマエフらとの対戦をエドワーズが断ったとして、UFCのランキングから除外されるが、除外された翌日にカムザット・チマエフと対戦することが発表され、エドワーズはランキングに復帰した。しかしその後、エドワーズとチマエフが共に新型コロナウイルスに感染し、チマエフの新型コロナウイルスによる合併症が長引いたため試合は中止となった。
2021年3月13日、約1年8カ月ぶりの復帰戦となったUFC Fight Night: Edwards vs. Muhammadでウェルター級ランキング13位のベラル・ムハマッドと対戦。左ハイキックを効かせるなど優勢に試合を進めるものの、2R序盤にエドワーズの偶発的なサミングにより、ムハマッドは試合を続行することができずノーコンテストとなった。
2021年6月12日、UFC 263でネイト・ディアスと対戦。全局面で圧倒し、5R終盤に左ストレートを効かされピンチに陥ったものの、凌ぎ切って3-0の5R判定勝ち。なお、この試合はメインイベント以外のノンタイトルマッチで初となる5Rマッチで行われた。
2021年12月11日、UFC 269でウェルター級ランキング6位のホルヘ・マスヴィダルと対戦予定であったが、マスヴィダルがトレーニング中に負傷したため中止となった。

#### UFC世界王座獲得
2022年8月20日、UFC 278のUFC世界ウェルター級タイトルマッチで王者カマル・ウスマンに挑戦。1Rにウスマンからキャリア初のテイクダウンを奪い、2Rからはテイクダウンとグラウンドの攻防で劣勢に立たされるも、5R終盤に左ハイキックで逆転のKO勝ち。ジャマイカ出身者初となる王座獲得に成功するとともにリベンジを果たし、パフォーマンス・オブ・ザ・ナイトを受賞した。
2023年3月18日、UFC 286のUFC世界ウェルター級タイトルマッチでウェルター級ランキング1位の挑戦者カマル・ウスマンとラバーマッチを行う。プレッシャーをかけるウスマンにローキックをヒットさせ続け、3Rにエドワーズがウスマンのテイクダウンを防いだ際に金網を掴んで1ポイント減点されたものの、2-0（48-46、48-46、47-47）の5R判定勝ち。王座の初防衛に成功した。
2023年12月16日、UFC 296のUFC世界ウェルター級タイトルマッチでウェルター級ランキング3位の挑戦者コルビー・コヴィントンと対戦。両者共に手数の少ない攻防となったものの、ローキックを的確にヒットさせ続け、テイクダウンも2度奪うなど優勢に試合を進めて3-0の5R判定勝ち。2度目の王座防衛に成功した。

#### UFC世界王座陥落
2024年7月27日、UFC 304のUFC世界ウェルター級タイトルマッチでウェルター級ランキング2位の挑戦者ベラル・ムハマッドと再戦し、0-3の5R判定負け。王座から陥落し、約8年7カ月ぶりの黒星となった。
2025年3月22日、UFC Fight Night: Edwards vs. Bradyでウェルター級ランキング5位のショーン・ブレイディと対戦し、4Rにマウントでのギロチンチョークで一本負け。キャリア初のフィニッシュ負けと連敗を喫した。

## 人物・エピソード
- ニックネームの「ロッキー」は、学生時代、喧嘩に明け暮れていたエドワーズを見て友人が付けたものに由来している。
- 同じく総合格闘家のファビアン・エドワーズは実弟であり、Bellatorへ参戦している[25]。
- 既婚者であり、一人息子がいる[26]。

## 戦績
| 総合格闘技 戦績 | 総合格闘技 戦績 | 総合格闘技 戦績 | 総合格闘技 戦績 | 総合格闘技 戦績 | 総合格闘技 戦績 | 総合格闘技 戦績 |
| --------------- | --------------- | --------------- | --------------- | --------------- | --------------- | --------------- |
| 28 試合         | (T)KO           | 一本            | 判定            | その他          | 引き分け        | 無効試合        |
| 22 勝           | 7               | 3               | 12              | 0               | 0               | 1               |
| 5 敗            | 0               | 1               | 3               | 1               | 0               | 1               |

| 勝敗 | 対戦相手                     | 試合結果                                   | 大会名                                                                 | 開催年月日     |
| ×    | ショーン・ブレイディ         | 4R 1:39 ギロチンチョーク                   | UFC Fight Night: Edwards vs. Brady                                     | 2025年3月22日  |
| ×    | ベラル・ムハマッド           | 5分5R終了 判定0-3                          | UFC 304: Edwards vs. Muhammad 2 【UFC世界ウェルター級タイトルマッチ】  | 2024年7月27日  |
| ○    | コルビー・コヴィントン       | 5分5R終了 判定3-0                          | UFC 296: Edwards vs. Covington 【UFC世界ウェルター級タイトルマッチ】   | 2023年12月16日 |
| ○    | カマル・ウスマン             | 5分5R終了 判定2-0                          | UFC 286: Edwards vs. Usman 3 【UFC世界ウェルター級タイトルマッチ】     | 2023年3月18日  |
| ○    | カマル・ウスマン             | 5R 4:04 KO（左ハイキック）                 | UFC 278: Usman vs. Edwards 2 【UFC世界ウェルター級タイトルマッチ】     | 2022年8月20日  |
| ○    | ネイト・ディアス             | 5分5R終了 判定3-0                          | UFC 263: Adesanya vs. Vettori 2                                        | 2021年6月12日  |
| ー   | ベラル・ムハマッド           | 2R 0:18 ノーコンテスト（偶発的なサミング） | UFC Fight Night: Edwards vs. Muhammad                                  | 2021年3月13日  |
| ○    | ハファエル・ドス・アンジョス | 5分5R終了 判定3-0                          | UFC on ESPN 4: dos Anjos vs. Edwards                                   | 2019年7月20日  |
| ○    | グンナー・ネルソン           | 5分3R終了 判定2-1                          | UFC Fight Night: Till vs. Masvidal                                     | 2019年3月16日  |
| ○    | ドナルド・セラーニ           | 5分5R終了 判定3-0                          | UFC Fight Night: Cowboy vs. Edwards                                    | 2018年6月23日  |
| ○    | ペーター・ソボッタ           | 3R 4:59 TKO（パウンド）                    | UFC Fight Night: Werdum vs. Volkov                                     | 2018年3月17日  |
| ○    | ブライアン・バーバリーナ     | 5分3R終了 判定3-0                          | UFC Fight Night: Volkov vs. Struve                                     | 2017年9月2日   |
| ○    | ビセンテ・ルケ               | 5分3R終了 判定3-0                          | UFC Fight Night: Manuwa vs. Anderson                                   | 2017年3月18日  |
| ○    | アルバート・トゥメノフ       | 3R 3:01 リアネイキドチョーク               | UFC 204: Bisping vs. Henderson 2                                       | 2016年10月8日  |
| ○    | ドミニク・ウォータース       | 5分3R終了 判定3-0                          | UFC Fight Night: Overeem vs. Arlovski                                  | 2016年5月8日   |
| ×    | カマル・ウスマン             | 5分3R終了 判定0-3                          | UFC on FOX 17: dos Anjos vs. Cowboy 2                                  | 2015年12月19日 |
| ○    | パヴェル・パヴラク           | 5分3R終了 判定3-0                          | UFC Fight Night: Bisping vs. Leites                                    | 2015年7月18日  |
| ○    | セス・バジンスキー           | 1R 0:08 KO（左フック→パウンド）            | UFC Fight Night: Gonzaga vs. Cro Cop 2                                 | 2015年4月11日  |
| ×    | クラウディオ・シウバ         | 5分3R終了 判定1-2                          | UFC Fight Night: Shogun vs. St. Preux                                  | 2014年11月8日  |
| ○    | ショーン・テイラー           | 3R 3:30 KO（左ストレート）                 | BAMMA 16: Daley vs. da Rocha 【BAMMA英国ウェルター級タイトルマッチ】   | 2014年9月13日  |
| ○    | ウェイン・マーリー           | 3R 3:13 リアネイキドチョーク               | BAMMA 15: Thompson vs. Selmani 【BAMMA英国ウェルター級タイトルマッチ】 | 2014年5月5日   |
| ○    | ウェンドル・ルイス           | 1R 1:20 KO（パンチ連打）                   | BAMMA 14: Daley vs. da Silva                                           | 2013年12月14日 |
| ○    | アダム・ボウシフ             | 1R 2:10 肩固め                             | BAMMA 13: Nunes vs. Jones                                              | 2013年9月13日  |
| ○    | ジョナサン・ビルトン         | 2R 1:11 TKO（膝蹴り）                      | BAMMA 11: Marshman vs. Foupa-Pokam                                     | 2012年12月1日  |
| ○    | クレイグ・ホワイト           | 5分2R終了 負傷判定                         | Strength And Honour 14                                                 | 2012年11月3日  |
| ×    | デルロイ・マクドウェル       | 3R 2:40 失格（反則の膝蹴り）               | Fight UK 6                                                             | 2012年2月25日  |
| ○    | パヴェル・ツヴァイフカ       | 5分3R終了 判定3-0                          | Fight UK 5                                                             | 2011年11月19日 |
| ○    | ダミアン・ズロニッキ         | 1R 2:15 TKO（パンチ連打）                  | Fight UK 4                                                             | 2011年6月5日   |

## 獲得タイトル
- 第3代BAMMA英国ウェルター級王座（2014年）
- 第13代UFC世界ウェルター級王座（2022年）

## 表彰
- UFC パフォーマンス・オブ・ザ・ナイト（2回）

## ペイ・パー・ビュー販売件数
| 開催年月日    | イベント                                           | 販売件数 | 備考  |
| ------------- | -------------------------------------------------- | -------- | ----- |
| 2022年8月20日 | UFC 278: カマル・ウスマン vs. レオン・エドワーズ 2 | 36万件   | ESPN+ |